# (73167) 2002 GC167
(73167) 2002 GC167 – planetoida z pasa głównego asteroid okrążająca Słońce w ciągu 3,26 lat w średniej odległości 2,2 j.a. Odkryta 9 kwietnia 2002 roku.